# Football Club Internazionale 1961-1962
Questa voce raccoglie le informazioni riguardanti il Football Club Internazionale nelle competizioni ufficiali della stagione 1961-1962.

## Stagione
(Estratto del libro La mia Inter di Amos Zaccara, 1961.)

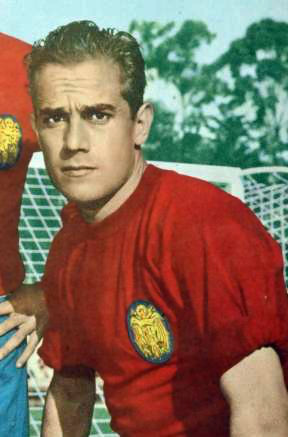
Assurto a punto di riferimento in mediana dopo un infortunio a inizio stagione, Suárez emerse tra i protagonisti dell'annata.

A suscitare scalpore in casa nerazzurra, durante l'estate 1961, il divorzio consumatosi da Angelillo per una frattura ormai insanabile col tecnico Helenio Herrera: il centravanti passava quindi a vestire i colori della Roma, con il britannico Hitchens a raccogliere la sua eredità e quella di un Firmani rientrato a Genova.
Un'altra maglia veniva affidata al regista spagnolo Luis Suárez, prelevato dal Barcellona con un esborso pari a 250 milioni di lire: entrambi gli stranieri si fecero conoscere dal pubblico milanese partecipando alla goleada contro l'Atalanta, con la squadra giunta da capolista al derby del 1º ottobre 1961. Pur con i favori del pronostico, Helenio Herrera gettò nuovamente la spugna dinnanzi a Nereo Rocco: un passo falso che non inficiava il primato in classifica, mantenuto contro la S.P.A.L. nel turno infrasettimanale grazie al capitano Bolchi (primo calciatore apparso nella nuova collezione di figurine della Panini).
Ben più provante l'impegno sostenuto in Europa col teutonico Colonia, risoltosi solamente allo spareggio: l'occasione era foriera di problemi al menisco per il centrocampista iberico, tornato comunque a calcare le scene in breve tempo sottoponendosi alle cure del suo medico personale.
Nel girone d'andata del campionato l'Inter strappò punti preziosi alla Juventus in trasferta, registrando anche una «sestina» al Bologna di Fulvio Bernardini: Suárez ritrovò quindi la via del gol a Bergamo, dove i suoi compagni soffrirono in particolare Maschio. Un titolo d'inverno conquistato col rassicurante margine di 4 lunghezze sulle dirette inseguitrici veniva poi gettato all'aria nella tornata conclusiva, a cominciare dal tonfo di Firenze: un altro ex patavino quale Milani, già fatale al Mago nella stagione precedente, affondava i nerazzurri in collaborazione col turco Can Bartu.
Solamente platonica rimase anche l'affermazione nella stracittadina del 4 febbraio 1962, in cui Sani sferrò un violento pugno a Bicicli rimediando l'espulsione: beffardo inoltre il match coi sabaudi del 25 febbraio, con il parziale di 2-0 dilapidato nei minuti finali. Le conseguenti dichiarazioni di Herrera, giudicate dalla stampa un «maleficio sportivo» destinato al curioso quanto effettivo riscontro, inasprirono ulteriormente le relazioni col club bianconero tanto che il presidente Angelo Moratti si scusò in prima persona con Umberto Agnelli.

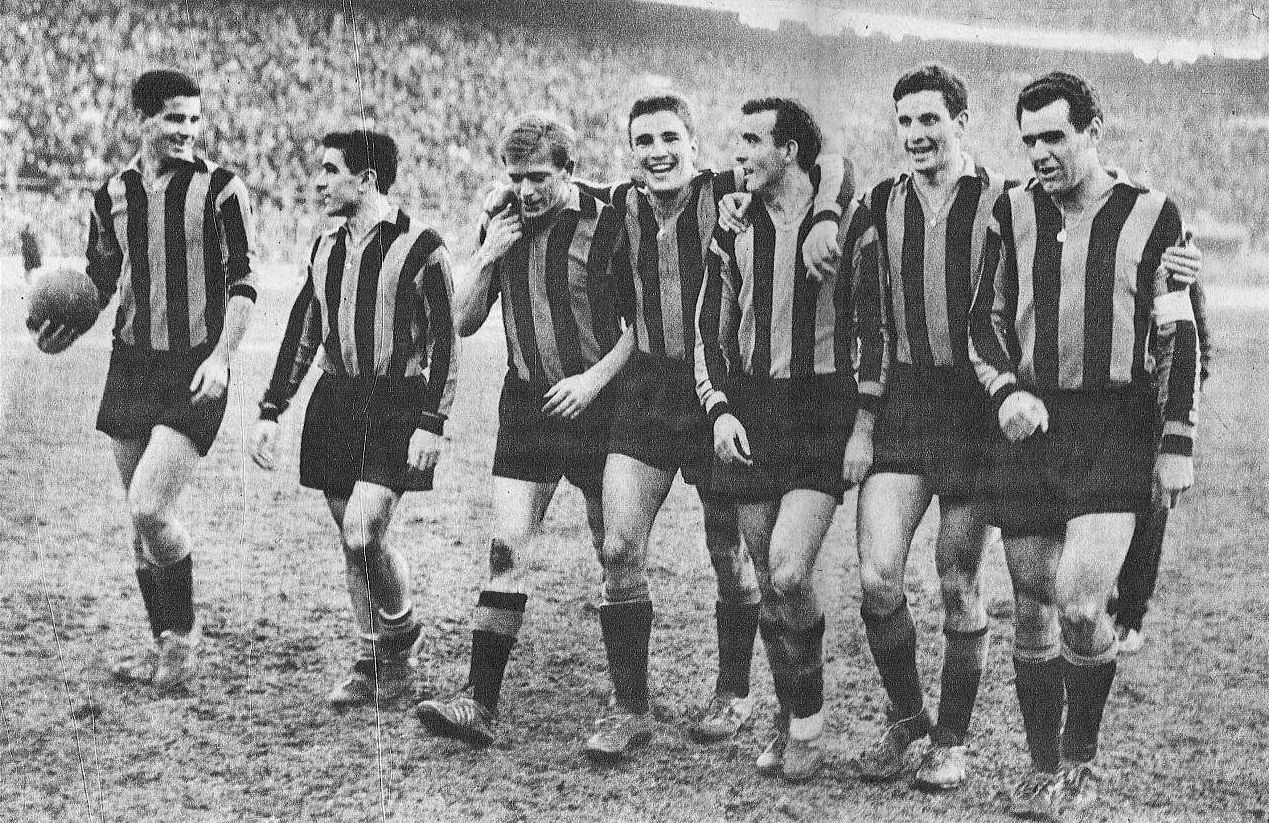
La squadra esce vittoriosa dal campo dopo la stracittadina del 4 febbraio 1962.

Attraversando il poco invidiabile filotto di 6 partite consecutive senza alcuna gioia all'attivo tra campionato e Coppa delle Fiere, la squadra precipitò in seconda posizione a −5 dal Milan scudettato. Un risultato tale da contrariare Moratti e spingerlo financo alle dimissioni, poi ritirate per proteggere la società da accuse giornalistiche secondo le quali il doping era pratica comune nell'ambiente della Pinetina: le voci in questione furono infine riconosciute come prive di fondamento.

## Divise e sponsor
| 1ª divisa | 2ª divisa |  |

## Organigramma societario
Area direttiva
- Presidente: Angelo Moratti
- Consigliere: Giuseppe Prisco
- Direttore sportivo: Italo Allodi[50][51]

Area tecnica
- Allenatore: Helenio Herrera
- Allenatore in seconda: Maino Neri

Area sanitaria
- Medico sociale: dott. Angelo Quarenghi[52][53]
- Massaggiatore: Bartolomeo Della Casa e Giancarlo Della Casa

## Rosa
| N. |                   | Ruolo | Calciatore            |
| -- | ----------------- | ----- | --------------------- |
|    | Italia (bandiera) | P     | Lorenzo Buffon        |
|    | Italia (bandiera) | P     | Ottavio Bugatti       |
|    | Italia (bandiera) | D     | Costanzo Balleri      |
|    | Italia (bandiera) | D     | Remo Bicchierai       |
|    | Italia (bandiera) | D     | Bruno Bolchi          |
|    | Italia (bandiera) | D     | Giorgio Dellagiovanna |
|    | Italia (bandiera) | D     | Luigi Caloi           |
|    | Italia (bandiera) | D     | Giacinto Facchetti    |
|    | Italia (bandiera) | D     | Aristide Guarneri     |
|    | Spagna (bandiera) | C     | Luis Suárez           |
|    | Italia (bandiera) | D     | Armando Picchi        |
|    | Italia (bandiera) | C     | Mario Corso           |

| N. |                        | Ruolo | Calciatore           |
| -- | ---------------------- | ----- | -------------------- |
|    | Italia (bandiera)      | C     | Giorgio Brigo        |
|    | Italia (bandiera)      | C     | Guido Gratton        |
|    | Italia (bandiera)      | C     | Sandro Mazzola       |
|    | Italia (bandiera)      | C     | Franco Zaglio        |
|    | Italia (bandiera)      | C     | Enea Masiero         |
|    | Italia (bandiera)      | A     | Egidio Morbello      |
|    | Inghilterra (bandiera) | A     | Gerry Hitchens       |
|    | Italia (bandiera)      | A     | Lorenzo Bettini      |
|    | Italia (bandiera)      | A     | Mauro Bicicli        |
|    | Portogallo (bandiera)  | A     | Jorge Humberto Raggi |
|    | Italia (bandiera)      | A     | Mario Mereghetti     |
|    | Italia (bandiera)      | A     | Bruno Petroni        |

## Risultati

### Serie A

#### Girone di andata
| Arbitro: | Di Tonno (Lecce) |

|                                                         |           |  |
| Corso 22’ Hitchens 28’, 43’ Bettini 30’, 79’ Suárez 70’ | Marcatori |  |

| Arbitro: | Gambarotta (Genova) |

|                                   |           |                                     |
| Pestrin 54’ Manfredini 66’ (rig.) | Marcatori | 13’ Hitchens 58’ Suárez 70’ Bettini |

| Milano 10 settembre 1961, ore 15:30 CEST 3ª giornata | Inter               | 0 – 0 | Torino | Stadio San Siro\| Arbitro: \| Francescon (Padova) \| |
| Arbitro:                                             | Francescon (Padova) |       |        |                                                      |

| Arbitro: | Sbardella (Roma) |

|            |           |             |
| Sormani 3’ | Marcatori | 90’ Bettini |

| Arbitro: | Gambarotta (Genova) |

|                                               |           |                   |
| Corso 13’ Suárez 30’ (rig.) Hitchens 39’, 76’ | Marcatori | 88’ (aut.) Picchi |

| Arbitro: | Lo Bello (Siracusa) |

|  |           |                |
|  | Marcatori | 36’, 89’ Corso |

| Arbitro: | Bonetto (Torino) |

|            |           |                                     |
| Suárez 70’ | Marcatori | 18’ Pivatelli 53’ Greaves 86’ Conti |

| Arbitro: | De Marchi (Pordenone) |

|                 |           |          |
| Bolchi 68’, 87’ | Marcatori | 41’ Gori |

| Arbitro: | Jonni (Macerata) |

|  |           |             |
|  | Marcatori | 4’ Hitchens |

| Arbitro: | Lo Bello (Siracusa) |

|                        |           |                                                 |
| Charles 19’ Nicolè 70’ | Marcatori | 14’ Hitchens 58’ (rig.) Suárez 74’, 88’ Bettini |

| Arbitro: | Marchese (Napoli) |

|                  |           |  |
| Corso 28’ (rig.) | Marcatori |  |

| Genova 12 novembre 1961, ore 15:30 CET 12ª giornata | Sampdoria    | 0 – 0 | Inter | Stadio Marassi\| Arbitro: \| Adami (Roma) \| |
| Arbitro:                                            | Adami (Roma) |       |       |                                              |

| Arbitro: | Sebastio (Taranto) |

|                        |           |          |
| Hitchens 23’ Corso 26’ | Marcatori | 71’ Puia |

| Arbitro: | Jonni (Macerata) |

|            |           |             |
| Raffin 62’ | Marcatori | 30’ Bettini |

| Arbitro: | Adami (Roma) |

|                                                                           |           |                                               |
| Hitchens 22’ (rig.), 60’ (rig.) Bettini 36’ Masiero 43’ Morbello 71’, 86’ | Marcatori | 8’ Vinicio 37’, 54’ Pascutti 42’ (rig.) Renna |

| Arbitro: | De Marchi (Pordenone) |

|             |           |            |
| Guarneri 6’ | Marcatori | 68’ Prenna |

| Arbitro: | Bonetto (Torino) |

|  |           |             |
|  | Marcatori | 44’ Bettini |

#### Girone di ritorno
| Arbitro: | Gambarotta (Genova) |

|                         |           |                                         |
| Maschio 50’, 58’ (rig.) | Marcatori | 9’ Bicicli 33’ Dellagiovanna 59’ Suárez |

| Arbitro: | Lo Bello (Siracusa) |

|  |           |                |
|  | Marcatori | 81’ Manfredini |

| Torino 7 gennaio 1962, ore 14:00 CET 20ª giornata | Torino              | 0 – 0 | Inter | Stadio Comunale\| Arbitro: \| Gambarotta (Genova) \| |
| Arbitro:                                          | Gambarotta (Genova) |       |       |                                                      |

| Arbitro: | De Robbio (Torre Annunziata) |

|                           |           |  |
| Hitchens 24’ Morbello 48’ | Marcatori |  |

| Arbitro: | Adami (Roma) |

|                                |           |                   |
| Milani 20’, 44’, 57’ Bartù 45’ | Marcatori | 80’ (rig.) Suárez |

| Arbitro: | Bonetto (Torino) |

|                               |           |                 |
| Hitchens 1’ Suárez 27’ (rig.) | Marcatori | 69’ Del Vecchio |

| Arbitro: | Adami (Roma) |

|  |           |                         |
|  | Marcatori | 39’ Morbello 89’ Suárez |

| Arbitro: | Gambarotta (Genova) |

|             |           |  |
| Mencacci 5’ | Marcatori |  |

| Arbitro: | De Robbio (Torre Annunziata) |

|                                    |           |  |
| Hitchens 19’ Tagliavini 85’ (aut.) | Marcatori |  |

| Arbitro: | Jonni (Macerata) |

|                          |           |                          |
| Bicicli 12’ Hitchens 75’ | Marcatori | 79’ Sivori 87’ Stacchini |

| Arbitro: | Adami (Roma) |

|              |           |  |
| Fernando 67’ | Marcatori |  |

| Arbitro: | Di Tonno (Lecce) |

|            |           |             |
| Suárez 78’ | Marcatori | 63’ Delfino |

| Arbitro: | Lo Bello (Siracusa) |

|             |           |                  |
| Campana 22’ | Marcatori | 3’ (aut.) Stenti |

| Milano 25 marzo 1962, ore 15:30 CET 31ª giornata | Inter            | 0 – 0 | Venezia | Stadio San Siro\| Arbitro: \| Bonetto (Torino) \| |
| Arbitro:                                         | Bonetto (Torino) |       |         |                                                   |

| Arbitro: | Rigato (Mestre) |

|  |           |                               |
|  | Marcatori | 55’ Bicicli 75’ (rig.) Suárez |

| Arbitro: | De Marchi (Pordenone) |

|  |           |                       |
|  | Marcatori | 4’ Hitchens 78’ Corso |

| Arbitro: | Righetti (Torino) |

|                            |           |  |
| Corso 5’, 49’ Hitchens 87’ | Marcatori |  |

### Coppa Italia
| Arbitro: | Varazzani (Parma) |

|              |           |                                |
| Humberto 85’ | Marcatori | 80’ Fumagalli 111’ (rig.) Zeno |

### Coppa delle Fiere
| Arbitro: | Finney |

|                                                 |           |                          |
| Sturm 2’ Müller 23’ Hemmersbach 36’ Thielen 71’ | Marcatori | 19’ Morbello 63’ Petroni |

| Arbitro: | Skoric |

|                       |           |  |
| Suárez 4’, 59’ (rig.) | Marcatori |  |

| Arbitro: | Kelly |

|                                               |           |                           |
| Humberto 2’, 32’, 63’ Suárez 16’ Morbello 40’ | Marcatori | 42’, 54’ Regh 73’ Ripkens |

| Arbitro: | Howley |

|  |           |              |
|  | Marcatori | 33’ Humberto |

| Arbitro: | Caballero |

|                                             |           |  |
| Hitchens 11’, 86’ Morbello 31’ Humberto 75’ | Marcatori |  |

| Arbitro: | Finney |

|                     |           |  |
| Guillot 3’ Waldo 7’ | Marcatori |  |

| Arbitro: | Versyp |

|                                   |           |                                 |
| Bettini 7’, 52’ Suárez 23’ (rig.) | Marcatori | 3’ Chicão 34’ Recaman 86’ Ficha |

## Statistiche

### Statistiche di squadra
| Competizione      | Punti | In casa | In casa | In casa | In casa | In casa | In casa | In trasferta | In trasferta | In trasferta | In trasferta | In trasferta | In trasferta | Totale | Totale | Totale | Totale | Totale | Totale | D.R. |
| Competizione      | Punti | G       | V       | N       | P       | Gf      | Gs      | G            | V            | N            | P            | Gf           | Gs           | G      | V      | N      | P      | Gf     | Gs     | D.R. |
| ----------------- | ----- | ------- | ------- | ------- | ------- | ------- | ------- | ------------ | ------------ | ------------ | ------------ | ------------ | ------------ | ------ | ------ | ------ | ------ | ------ | ------ | ---- |
| Serie A           | 48    | 17      | 10      | 5       | 2       | 35      | 16      | 17           | 9            | 5            | 3            | 24           | 15           | 34     | 19     | 10     | 5      | 59     | 31     | 28   |
| Coppa Italia      | -     | 1       | 0       | 0       | 1       | 1       | 2       | 0            | 0            | 0            | 0            | 0            | 0            | 1      | 0      | 0      | 1      | 1      | 2      | −1   |
| Coppa delle Fiere | -     | 4       | 3       | 1       | 0       | 14      | 6       | 3            | 1            | 0            | 2            | 3            | 6            | 7      | 4      | 1      | 2      | 17     | 12     | 5    |
| Totale            | -     | 22      | 13      | 6       | 3       | 50      | 24      | 20           | 10           | 5            | 5            | 27           | 21           | 42     | 23     | 11     | 8      | 77     | 45     | 32   |

### Statistiche dei giocatori
A completamento delle statistiche vanno conteggiati 2 autogol a favore dei neroazzurri in campionato.
| Giocatore        | Serie A  | Serie A | Coppa Italia | Coppa Italia | Coppa delle Fiere | Coppa delle Fiere | Totale   | Totale |
| Giocatore        | Presenze | Reti    | Presenze     | Reti         | Presenze          | Reti              | Presenze | Reti   |
| ---------------- | -------- | ------- | ------------ | ------------ | ----------------- | ----------------- | -------- | ------ |
| C. Balleri       | 19       | 0       | 1            | 0            | 7                 | 0                 | 27       | 0      |
| L. Bettini       | 22       | 9       | 0            | 0            | 2                 | 2                 | 24       | 11     |
| R. Bicchierai    | 2        | 0       | 1            | 0            | 3                 | 0                 | 6        | 0      |
| M. Bicicli       | 22       | 3       | 0            | 0            | 4                 | 0                 | 26       | 3      |
| B. Bolchi        | 28       | 2       | 0            | 0            | 1                 | 0                 | 29       | 2      |
| G. Brigo         | 0        | 0       | 1            | 0            | 1                 | 0                 | 2        | 0      |
| L. Buffon        | 29       | -28     | 0            | -0           | 2                 | -5                | 31       | -33    |
| O. Bugatti       | 5        | -3      | 1            | -2           | 5                 | -7                | 11       | -12    |
| L. Caloi         | 0        | 0       | 0            | 0            | 1                 | 0                 | 1        | 0      |
| M. Corso         | 30       | 9       | 0            | 0            | 2                 | 0                 | 32       | 9      |
| G. Dellagiovanna | 8        | 1       | 1            | 0            | 3                 | 0                 | 12       | 1      |
| G. Facchetti     | 15       | 0       | 0            | 0            | 6                 | 0                 | 21       | 0      |
| G. Gratton       | 0        | 0       | 0            | 0            | 1                 | 0                 | 1        | 0      |
| A. Guarneri      | 33       | 1       | 0            | 0            | 4                 | 0                 | 37       | 1      |
| G. Hitchens      | 34       | 16      | 0            | 0            | 3                 | 2                 | 37       | 18     |
| Humberto         | 2        | 0       | 1            | 1            | 5                 | 5                 | 8        | 6      |
| S. Mazzola       | 1        | 0       | 0            | 0            | 0                 | 0                 | 1        | 0      |
| E. Masiero       | 29       | 1       | 1            | 0            | 5                 | 0                 | 35       | 1      |
| E. Morbello      | 12       | 4       | 1            | 0            | 5                 | 3                 | 18       | 7      |
| M. Mereghetti    | 15       | 0       | 1            | 0            | 3                 | 0                 | 19       | 0      |
| B. Petroni       | 1        | 0       | 1            | 0            | 3                 | 1                 | 5        | 1      |
| A. Picchi        | 29       | 0       | 1            | 0            | 3                 | 0                 | 33       | 0      |
| L. Suárez        | 27       | 11      | 0            | 0            | 4                 | 4                 | 31       | 15     |
| F. Zaglio        | 11       | 0       | 0            | 0            | 4                 | 0                 | 15       | 0      |